# Blera (Italië)

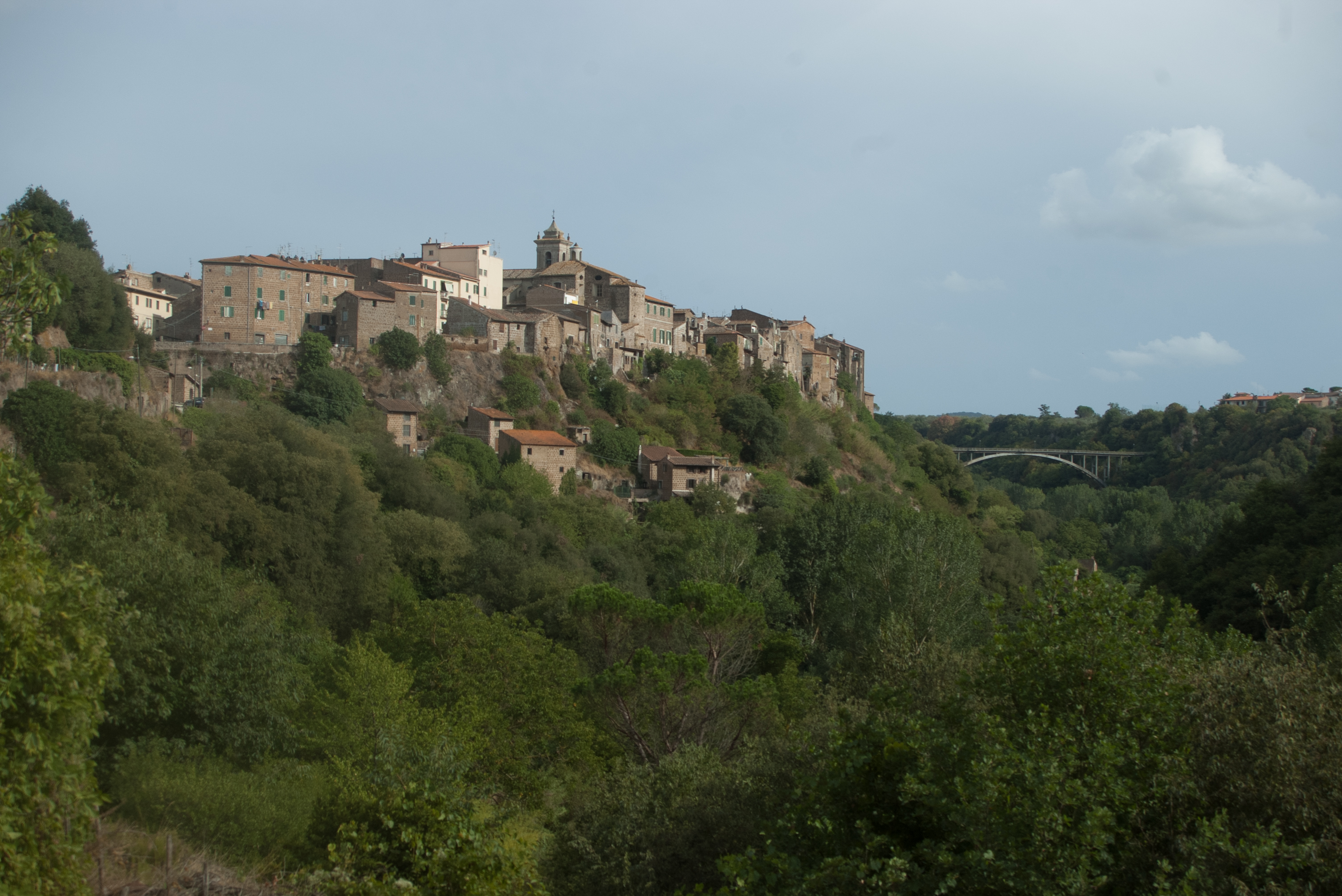

Blera is een gemeente in de Italiaanse provincie Viterbo (regio Latium) en telt 3199 inwoners (31-12-2004). De oppervlakte bedraagt 92,7 km², de bevolkingsdichtheid is 34,58 inwoners per km².
De volgende frazioni maken deel uit van de gemeente: Civitella Cesi.

## Demografie
Blera telt ongeveer 1333 huishoudens. Het aantal inwoners steeg in de periode 1991-2001 met 0,5% volgens cijfers uit de tienjaarlijkse volkstellingen van ISTAT.
| Jaar | Inwoneraantal |
| ---- | ------------- |
| 1991 | 3193          |
| 2001 | 3208          |

## Geografie
De gemeente ligt op ongeveer 270 m boven zeeniveau.
Blera grenst aan de volgende gemeenten: Barbarano Romano, Canale Monterano (RM), Monte Romano, Tolfa (RM), Vejano, Vetralla, Villa San Giovanni in Tuscia.

## Geboren
- Paus Sabinianus (onbekend-606), paus
- Angelo Peruzzi (1970), voetballer